# Asperula wettsteinii
Asperula wettsteinii är en måreväxtart som beskrevs av Adamovic. Asperula wettsteinii ingår i släktet färgmåror, och familjen måreväxter. Inga underarter finns listade i Catalogue of Life.